# Das zehnte Königreich
Das zehnte Königreich (manchmal auch orthografisch an den Originaltitel angelehnt Das 10te Königreich) ist eine fünfteilige Fantasy-Miniserie aus dem Jahr 2000. In den Hauptrollen sind Kimberly Williams-Paisley, Scott Cohen und Dianne Wiest zu sehen, weitere Rollen sind u. a. mit Ed O’Neill und Rutger Hauer besetzt.
Die deutschsprachige Erstausstrahlung des ersten Teils erfolgte am 23. Dezember 2001 auf RTL. Die weiteren Teile folgten am 25., 26. und 30. Dezember 2001, während der fünfte und letzte Teil am 1. Januar 2002 ausgestrahlt wurde.

## Handlung

### Teil 1
Virginia lebt mit ihrem Vater in einem Wohnhaus in New York. Sie arbeitet als Kellnerin in einem Restaurant, während ihr Vater der Hausmeister des Wohnblocks ist. Virginia macht sich gerade auf den Weg zur Arbeit, ohne zu ahnen, dass es neben der ihrigen Welt noch eine weitere in einem Paralleluniversum gibt. Diese andere Welt besteht aus 9 Königreichen. Im 4. Königreich bricht der Troll-König Rettich gemeinsam mit seinen Gehilfen in das „Schneewittchen-Gedächtnis-Gefängnis“ ein, um dort die böse Königin zu befreien. Prinz Wendell, der Enkel von Schneewittchen und damit der Thronerbe im 4. Königreich, will seine Stiefmutter, eben die böse Königin, im Gefängnis besuchen. Dabei gerät er in eine Falle und die böse Königin verwandelt Prinz Wendell in ihren Golden Retriever und ihren Hund in den Prinzen. Sie hat nämlich ganz besondere Pläne. Bei der Ausführung dieser Pläne soll ihr der ebenfalls gefangen gehaltene Wolf, ein Wolf in Menschengestalt, helfen. Allerdings gelingt es Prinz Wendell zu fliehen, die Gehilfen des Troll-Königs und auch Wolf dicht auf seinen Fersen. Er entdeckt einen Zauberspiegel und springt in diesen hinein. Dadurch landet er mitten in New York, nämlich im Central Park. Allerdings springt er dabei direkt vor Virginias Fahrrad und beide stürzen zu Boden. Auch die Trolle sind in New York angekommen und glauben, sie hätten das sagenumwobene 10. Königreich entdeckt und wollen es sich untertan machen, während auch Wolf im Central Park landet.
Virginia kommt wieder zu sich und hat Mitleid mit dem offenbar herrenlosen Hund und nimmt ihn mit zu ihrer Arbeit, wo sie ihn in ein Lager einsperrt. Die Trolle haben zwischenzeitlich die Geldbörse, welche Virginia bei ihrem Sturz verloren hat, entdeckt und so die Adresse von ihr herausgefunden. Wolf hingegen hat Hunger und landet ausgerechnet in dem Restaurant, wo Virginia arbeitet. Gleich als er sie sieht, verliebt er sich in sie. Virginia hat ganz andere Probleme, denn der Hund hat im Lager einen Mehlsack aufgerissen und nun steht auf dem Fußboden das Wort „Gefahr“. Da nur Virginia einen Schlüssel zu dem Lager hatte, ist sie ein wenig verwundert und weiß nicht, was sie von dem Hund halten soll. Er scheint intelligenter zu sein, als es scheint, denn offenbar versteht er jedes Wort von Virginia. So wird ihr klar, dass sie mit dem Hund von einer ihr noch unbekannten Gefahr bedroht ist und beschließt nach Hause zu gehen. Dort angekommen findet sie ihre Nachbarn bewusstlos auf dem Flur vor und die Wohnung ihres Vaters ist verwüstet, während auch er regungslos in einem Sessel sitzt. Doch sie hört auch noch Stimmen und entdeckt so die Trolle. Prinz Wendell wittert die Gefahr und versteckt sich in einer Nische. Virginia hingegen wird von den Trollen entdeckt und nach dem Hund befragt. Sie greift zu einer List und lockt die Trolle in den defekten Fahrstuhl, wo sie sie einsperren kann. Nachdem sie sich davon überzeugt hat, dass ihr Vater offenbar nur schläft flüchtet sie gemeinsam mit Prinz Wendell zu ihrer Großmutter.
Wolf hat in der Zwischenzeit ebenfalls die Adresse von Virginia herausgefunden und trifft dort auf Virginias gerade wieder aufwachenden Vater. Er verabreicht ihm eine sogenannte Wunschbohne und erfährt, wo Virginia stecken könnte. Während er sich auf die Suche nach ihr macht, bekommt Virginias Vater die ersten Wirkungen der Zauberbohne zu spüren. Der Hausbesitzer ist sehr erbost, denn Anthony Lewis ist schon wieder nicht seiner Arbeit nachgekommen und so kündigt er ihm fristlos seine Wohnung und den Job. Da wünscht sich Anthony, dass er ihm den „Hintern küssen soll“ und seine gesamte Familie ihm als Sklaven dienen soll. Ehe er sich versieht geschieht genau das. Zu seinem Pech ist die Familie des Hausbesitzers viel größer als er erwartet hat und bald ist seine Wohnung voll mit Familienangehörigen, die ihm dienen wollen. Allerdings sind da auch einige kriminelle Gestalten darunter, die gerade eine Bank überfallen haben und nun samt Beute und der Polizei auf den Fersen ebenfalls bei Anthony Lewis landen. Anthony wird von der Polizei für den Anführer einer Bande gehalten und festgenommen.
Virginia ergeht es in der Zwischenzeit auch nicht viel besser, denn Wolf hat sie bei ihrer Großmutter aufgespürt. Da er mittlerweile einen ziemlichen Hunger hat, bereitet er Virginias Großmutter erst einmal für den Backofen vor. Virginia und Wendell stoßen auf Wolf und ergreifen erneut die Flucht. Während dieser Flucht geraten sie direkt vor den Polizeiwagen mit dem verhafteten Anthony. Virginia gelingt es, ihn zu befreien und ihm die Geschichte von dem seltsamen Hund zu erzählen. Er erinnert sich an die Wunschbohne und wünscht sich, dass er die Sprache des Hundes verstehen kann, was auch prompt geschieht. So erfahren sie, dass sie in Gefahr sind und machen sich auf die Suche nach dem Tor durch den Zauberspiegel. Gerade als die Polizei sie umstellt hat, springen die drei durch den Spiegel und landen dort, wo Wendell her kam: Im Schneewittchen-Gedächtnis-Gefängnis.
Auch die drei Trolle und Wolf machen sich auf den Weg zurück ins 4. Königreich. Die böse Königin hat dort in der Zwischenzeit dem Trollkönig die Hälfte des Königreiches versprochen, wenn er ihr hilft. Die Trolle entdecken Virginia und können sie gefangen nehmen, während Prinz Wendell und Anthony im Gefängnis verhaftet werden. Während Anthony sich eine Zelle mit dem Zwerg Eichel und dem Troll Schleimgesicht teilen muss, soll der Hund auf Geheiß der Königin vergiftetes Futter bekommen. Die Trolle haben Virginia in ihre Behausung gebracht und Rettich will Virginia in glühenden Eisenschuhen tanzen lassen, um zu erfahren, wo sich der Hund befindet.
Die böse Königin weiht ihren Hund in Wendells Gestalt in ihren Plan ein: Sie will den falschen Wendell zum König krönen lassen und dadurch das Geschlecht Schneewittchens endgültig auslöschen.

### Teil 2

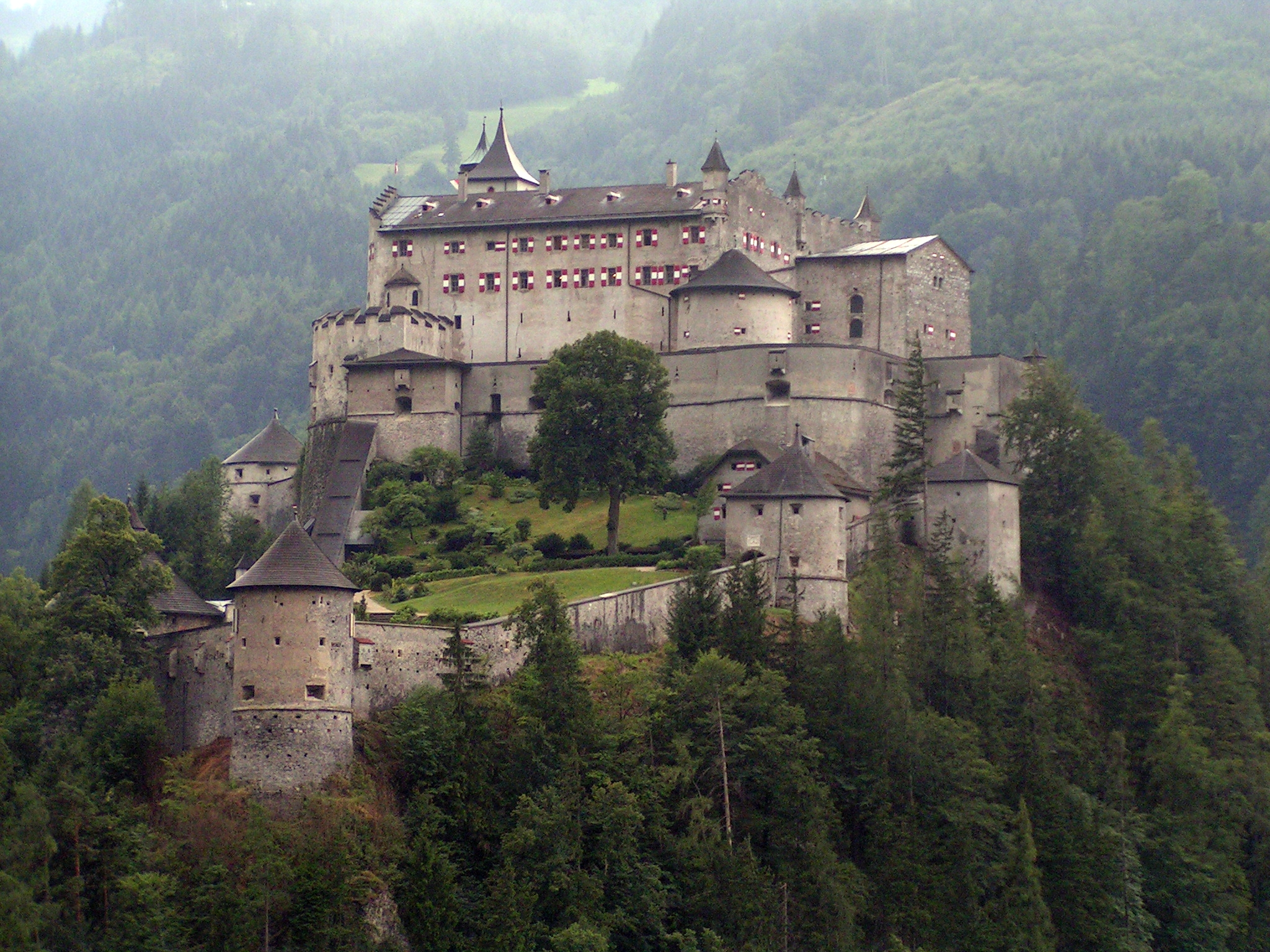
Festung Hohenwerfen diente als Kulisse für das Schneewittchen-Gedächtnis-Gefängnis

Die böse Königin gelangt an die mächtigen fünf magischen Spiegel von Schneewittchens Stiefmutter. Jeweils einen zum Reisen, zum Vergessen, zum Erinnern und zum Auskundschaften. Sie wird damit zu der mächtigsten Frau im Königreich.
Kurz bevor Virginia die glühenden Schuhe angezogen bekommen soll, fliegt ein Geschenk durch das Fenster. Die drei Trolle streiten sich darum, wer das Geschenk behalten darf und setzten sich dabei gegenseitig außer Gefecht. Wie Virginia feststellen muss, kam dieses Geschenk von Wolf. Er befreit Virginia und gemeinsam fliehen sie. Auf dem Weg zum Gefängnis begeben sie sich durch den dunklen Bohnenstangenwald. Virginia traut dem Wolf aber nicht und so macht sie sich unsichtbar, denn sie hat dem Trollkönig die magischen Schuhe entwendet, die unsichtbar machen. Doch Wolf kann sie trotzdem entdecken, indem er sie erschnüffelt, zumal die Schuhe nur eine begrenzte Zeit lang unsichtbar machen. Die Trolle sind ihnen noch immer auf den Fersen. Und so verstecken sich Virginia und Wolf auf einer der riesigen Bohnenstangen.
In der Zwischenzeit mussten einige der Gefangenen, unter ihnen auch Anthony, den Gefängniskeller entrümpeln. Unter dem Sperrmüll befindet sich auch der Spiegel. Doch Anthony muss feststellen, dass er nicht funktioniert.
Virginia und Wolf konnten den Trollen erneut entkommen und machen sich auf die Suche nach Anthony und Prinz Wendell. Mit Hilfe der magischen Schuhe können sie Wendell befreien. Tonys Zelle ist jedoch leer. Er ist gemeinsam mit Eichel und Schleimgesicht durch einen geheimen Tunnel geflüchtet. Auch Virginia, Wolf und der Prinz kriechen durch den Gang. Während Anthony im Tunnel feststeckt, macht sich Schleimgesicht alleine auf den Weg. Eichel hingegen entdeckt den Kahn mit dem Sperrmüll – und dem Spiegel – und nutzt diesen zur Flucht. Wolf, Virginia und Wendell stoßen im Tunnel auf Anthony und können gemeinsam nach draußen gelangen. Anthony, Virginia, Wolf und Prinz werden von den Trollen entdeckt. Sie können sie aber abwehren und mit einem zweiten Boot nehmen sie die Verfolgung von Eichel auf. An Bord des Bootes entdecken sie einen Zauberfisch. In einem unbeobachteten Moment steckt Anthony dem Fisch seinen Finger ins Maul und kann mit seinem Finger nun alles was er berührt zu Gold verwandeln.
Die Königin befiehlt dem Trollkönig in seinen Palast zurückzukehren, während seine drei Söhne Wendell einfangen sollen. Der Trollkönig will aber mehr Macht und erklärt kurzerhand dem 4. Königreich den Krieg und verlangt, dass sich Prinz Wendell innerhalb von sieben Tagen stellen soll. Die Königin hingegen nimmt per Spiegel Kontakt zu Wolf auf.
Sie entdecken Eichel mit seinem Boot, aber Prinz Wendell sieht zur gleichen Zeit die Ruine, in der sich die böse Königin befindet und fühlt sich von dem Gemäuer angezogen. Er springt in den Fluss und schwimmt in Richtung Schlossruinen. Virginia, Anthony und Wolf hingegen gehen an Land. Dort hat Zwerg Eichel zwischenzeitlich den Sperrmüll verkauft.
Die Trolle sind ebenfalls bei der Königin angelangt. Sie fordert die Trolle auf, endlich Prinz Wendell zu finden. Als Wendell bei Anthony Hilfe holen will, können die Trolle ihn fangen. Anthony kann sich gegen die Trolle zur Wehr setzen, doch mit einem ungewünschten Effekt. Er verwandelt die Trolle und Prinz Wendell in Gold.
Um Wendell endlich zu fangen, ruft die Königin ihren treuen Jäger zu sich. Seine Armbrust verfehlt niemals sein Ziel. Sie befiehlt ihm, endlich Prinz Wendell zu finden.
Virginia, Anthony und Wolf konnten Prinz Wendell von den Trollen trennen und müssen ihn nun hinter sich herziehen. Die Gruppe trifft auf eine alte Frau. Sie erzählt ihnen, dass sie Zwerg Eichel gesehen hat, aber auch, dass sie verfolgt und getötet werden sollen. Der Jäger ist ihnen tatsächlich bereits auf der Spur. Sie entdecken im Wald ein Zigeunerlager. Virginia entdeckt einige Zaubervögel. Eine Wahrsagerin legt Anthony und Virginia die Karten. Virginia erfährt, dass ihr ein großes Schicksal bevorsteht und dass sie Großes bewirken wird. Auch Wolf wird von der Wahrsagerin befragt und sie sagt ihm, dass er nicht das ist, was er vorgibt, sondern ein Wolf. Wolf entgegnet, dass ihr Enkel ebenfalls ein Wolf ist und die Wahrsagerin lädt sie daraufhin ein, die Nacht im Lager zu verbringen. Als sie am nächsten Morgen das Lager verlassen wollen, lässt Virginia die Zaubervögel frei. Dabei wird sie entdeckt und sie müssen vor den Zigeunern flüchten. Die Zigeunerkönigin legt einen Bannfluch auf Virginia, der ihr Haar ununterbrochen wachsen lässt. Der Jäger entdeckt die Zigeuner und tötet sie.
Während eines Gewitters entdecken Virginia, Anthony und Wolf eine verlassene Hütte. Wie sich herausstellt, ist es die Hütte der sieben Zwerge. Wolf erzählt ihnen was aus Schneewittchen geworden ist. Sie und vier weitere Frauen wurden in vergangener Zeit die mächtigsten Frauen der Königreiche: Rapunzel, Gretel, Rotkäppchen, Aschenputtel und eben Schneewittchen. Nur Aschenputtel soll noch am Leben sein, doch niemand hat sie seit vielen Jahren gesehen. Über Nacht sind Virginias Haare so sehr gewachsen, dass sie den Boden der ganzen Hütte bedecken. Einer der freigelassenen Zaubervögel weiß eine Lösung: Er erzählt ihnen von einem Holzfäller, der mit seiner Axt alles durchtrennen kann. Auf der Suche nach dem Holzfäller bemerkt Wolf, dass der Jäger ihnen dicht auf den Fersen ist. Er versteckt Virginia und Anthony in einer Grube und sucht alleine den Holzfäller. Der Jäger scheint sie tatsächlich nicht zu entdecken, aber als Virginia niesen muss, werden sie von ihm entdeckt. Der Jäger kann Virginia in seine Gewalt bringen. Er bringt sie in ein geheimes Versteck, welches sich im Stamm eines alten Baumes befindet.

### Teil 3
Anthony und Wolf finden den Holzfäller. Sie müssen feststellen, dass er blind ist. Er will ihnen seine magische Axt nur geben, wenn sie seinen Namen erraten, andererseits will er Wolf den Kopf abschlagen. Durch die Hilfe von einem der Zaubervögel errät Anthony den Namen und sie bekommen die Axt.
In der Zwischenzeit will der Jäger Virginia töten, doch ihm kommt ein Bote an Prinz Wendells Haus dazwischen. Er verlässt den hohlen Baum und lässt Virginia zurück. Sie ist im Stamm in luftiger Höhe festgekettet. Auch Virginia kommt wieder ein Zaubervogel zur Hilfe und führt Anthony und Wolf zu dem Baum. Doch sie finden den Eingang nicht und müssen einen anderen Weg finden, Virginia zu befreien. Sie kommen auf die Idee, dass Virginia ihre langen Haare aus dem Baum herunterlassen solle. Sie tut dieses und Wolf kann so in den Baum gelangen. Plötzlich taucht der Jäger wieder auf und es kommt zu einem Kampf, in dessen Verlauf er überwältigt wird, in eine Bärenfalle fällt und bewusstlos wird. Auf der Suche nach dem Spiegel treffen sie im Wald auf Eichel, doch dieser hat den Spiegel in einem Dorf eingetauscht. Virginia, Anthony und Wolf begeben sich in das Dorf. Dort ist gerade ein großes Fest im Gange und so erfahren sie, dass der Dorfrichter den Spiegel als Preis für den am kommenden Tag stattfindenden Schäferinnen-Wettbewerb vorgesehen hat.
Wolf hingegen hat auch Probleme, denn in der kommenden Nacht ist Vollmond und so kommt seine „tierische“ Seite immer mehr durch. Er wird sehr aggressiv und fast unberechenbar. Allerdings gibt es auch im Dorf ein Geheimnis, denn die Familie Peep hat vor Jahren das Wasser des Wunschbrunnens heimlich umgeleitet und seit dem Zeitpunkt gewinnen sie jeden Wettbewerb. So soll auch Sally den Schäferinnen-Wettbewerb gewinnen und so wird ihr Schaf in den geheimen Brunnen getaucht. Dieses kann Anthony beobachten und so beschließt er, dass Virginia auch an dem Wettbewerb teilnehmen soll, damit sie den Spiegel zurückbekommen.
Wolf hat Angst vor der Nacht und fordert Virginia auf, ihn zu fesseln. Am nächsten Morgen scheint ein Wolf im Dorf gewesen zu sein. Die böse Königin nimmt wieder Kontakt zu Wolf auf und fordert ihn auf, Virginia endlich zu töten. Während sich Virginia in die Liste der Teilnehmerinnen einträgt, taucht Anthony das Schaf für Virginia auch in den Brunnen. Virginia muss gegen zwei Konkurrentinnen antreten. Das Schaf ist allerdings nach dem Bad rosa eingefärbt. Als Teil des Schäferinnenwettwerbs muss Virginia ein Schäferinnen-Lied singen. In ihrer Not singt sie eine besondere Version des Liedes „We will Rock you“.
Nach dem Singen werden Sally und Virginia mit einem Punktgleichstand zu den Siegerinnen gekürt. Um eine Entscheidung herbeizuführen, sollen sie ihr Schaf über einen Hindernisparcours in ein Gatter treiben. Anthony kommt auch die Idee, Prinz Wendell in den Brunnen zu tauchen, um ihn wieder in einen Hund zu verwandeln. Gerade noch im rechten Moment kommt ihr Wendell zur Hilfe und Virginia gewinnt den Wettbewerb.
In dem Moment, als Virginia und Anthony den Spiegel in Betrieb setzen konnten und nach New York zurückkehren wollen, wird Wolf von den Dorfbewohnern festgenommen, denn er soll die Schäferin Sally ermordet haben.
Die böse Königin hat mittlerweile große Probleme mit Rettich, er will sich ihr nicht länger unterwerfen. Die Verantwortlichen des 4. Königreiches wollen gegen die Trolle das 1. und 9. Königreich zur Hilfe rufen, was aber bedeuten würde, das Prinz Wendell nie König werden könnte.
Während Wolf auf den Scheiterhaufen geführt wird, überlegen Virginia und Anthony, wie sie Wolf helfen können. Virginia entschließt sich, Wolf als Verteidigerin zu vertreten. Sie muss allerdings feststellen, dass die Geschworenen alles Schafe sind. Während Virginia versucht, Wolf zu verteidigen, machen sich Anthony und Wendell auf die Suche nach dem wahren Mörder, nachdem sie den Zauberspiegel auf einem Wagen versteckt haben. Wolf wird zum Tode auf dem Scheiterhaufen verurteilt. Gerade noch rechtzeitig kommt Anthony dazwischen. Er kann beweisen, dass die Peeps den Brunnen für sich nutzen und dass ihr Familienoberhaupt Sally getötet hat, nachdem sie den Brunnen zerstört hatte. Als Virginia und Anthony endlich nach New York zurückkehren wollen, müssen sie feststellen, dass der Wagen mit dem versteckten Spiegel auf dem Weg ins Nachbardorf „Kuss-Stadt“ ist. Während sie sich auf die erneute Suche nach dem Spiegel machen, fließt im bislang ausgetrockneten Wunschbrunnen im Dorf wieder das Wasser.
„Kuss-Stadt“ ist angeblich die romantischste Stadt des ganzen Königreichs sein. Sie entdecken den Wagen und müssen feststellen, dass der Spiegel schon wieder verkauft wurde.
In der Zwischenzeit ist der Jäger auch wieder auf ihrer Fährte. In einem Antiquitätenladen entdecken Anthony und Wendell die Goldstatue mit den Trollen. Sie entdecken den Spiegel, doch der Besitzer ist sich sicher, dass es sich bei dem Spiegel um ein Stück aus der frühen „Dornröschen-Epoche“ handeln könnte. Die 5.000 Gold-Wendells, die er nun dafür haben will, sind weit mehr, als Anthony, Virginia und Wolf aufbringen können. Und auch der Jäger ist bereits wieder in ihrer Nähe.

### Teil 4
Um die 5.000 Gold-Wendell für den Spiegel zusammenzubekommen, beschließen Virginia, Anthony und Wolf mit ihren wenigen Wendells im Spielkasino zu spielen, um das Geld zu gewinnen.
Die böse Königin hat in der Zwischenzeit andere Probleme, denn der falsche Wendell will kein Mensch mehr sein. Die Königin setzt sich aber durch und so soll der verkehrte Prinz nun Reiten lernen. Dabei geht allerdings das Pferd durch. Der Spiegel zum Reisen ruft die böse Königin zu sich. Sie landet nach dem Durchschreiten des Spiegels in der Gruft von Schneewittchens böser Stiefmutter. Diese befiehlt der bösen Königin, den Trollkönig zu töten.
Wolf gewinnt tatsächlich beim „Hasenjackpot“ 10.000 Gold-Wendell, allerdings will er das Geld gar nicht haben, da er befürchtet, Virginia wird ihn dann für immer verlassen. Virginia hingegen scheint sich immer mehr zu Wolf hingezogen zu fühlen. Wolf nimmt den Gewinn in Empfang und versteckt die Goldmünzen. Plötzlich nimmt die Königin wieder Kontakt zu Wolf auf. Sie ist noch immer verwundert, dass sie nur Wolf, aber nie seine Begleiter sehen kann.
Auch der Jäger ist immer noch auf den Fersen von der kleinen Gruppe um Virginia.
Anthony scheint auch eine Glückssträhne beim Pokern zu haben. Wolf hingegen bestellt in einem Gasthaus ein Menü mit allein 13 Hauptgerichten, um Virginia einen Heiratsantrag zu machen.
Die Königin erfährt, wo sich der falsche Prinz befindet. Er ist bei einer Apfelfarm. Sie nimmt wieder per Spiegel Kontakt zu dem Trollkönig auf, um sich mit ihm dort zu treffen. Wenn er ihrem Befehl nicht nachkommen sollte, würde sie seine Kinder töten.
Wolf ist weiterhin damit beschäftigt, seine Verlobung mit Virginia vorzubereiten und will einen Verlobungsring kaufen. Er erwirbt einen „singenden Ring“. Er soll eine lebenslange Liebesgarantie haben.
Anthony hat zwischenzeitlich 4.000 Gold-Wendell erspielt und setzt gegen den Rat von Virginia alles für ein letztes Spiel. Und er verliert alles. Doch es gibt ein kleines Geheimnis, denn der Hund war mit an dem Gewinn beteiligt und so eilen sie zu der Auktion. Sie können gerade noch rechtzeitig 5.000 Gold-Wendell bieten. Doch der Jäger bietet 10.000 Gold-Wendell und bekommt den Zuschlag und somit den Spiegel.
Die Königin trifft auf den Hund in Prinzengestalt und anschließend den Trollkönig. Er glaubt, er hätte die Königin in der Falle, doch sie war schlauer und hat bereits vorher die Äpfel der Apfelplantage vergiftet.
Wolf lädt Virginia zu einer romantischen Kutschfahrt ein. Anthony ist noch immer frustriert darüber, dass sie den Spiegel nicht haben und betrinkt sich. Plötzlich bekommt er ein Schreiben, wo er den Hund auf dem Marktplatz anbinden soll, ansonsten würde der Spiegel in Tausend Stücke zerschlagen werden. Wolf und Virginia hingegen kommen sich immer näher und es kommt zum ersten Kuss. Wolf macht Virginia einen Antrag, doch diese fragt ihn, wovon er den ganzen Aufwand bezahlen kann. Wolf gesteht ihr, dass er gewonnen hat und Virginia ist sauer. Virginia sagt Wolf, dass sie ihn nie wiedersehen will. In seiner Wut wirft er den Ring in einen Fluss.
Anthony bindet Prinz Wendell mit einem lockeren Knoten auf dem Marktplatz an und macht sich auf die Suche nach dem Jäger. Er vermutet den Jäger in einem Turm, wo Anthony den Spiegel findet, aber in eine Falle gerät. Der Jäger will sich den Hund holen, doch dieser läuft weg. Der Jäger kann wegen der vielen Menschen auf dem Platz keinen Pfeil abfeuern und so entkommt der Hund. Die Menschen feiern gerade die Ankunft des falschen Prinz Wendell. Anthony hingegen klettert samt Spiegel aus dem Turm auf das Dach. Er rutscht ihm aus der Hand, bleibt aber an einem Schornstein hängen. Die Königin nimmt erneut Kontakt zu Wolf auf. Sie überredet Wolf, sich ihr wieder zu unterwerfen. Währenddessen rutscht Tony der Spiegel doch ab, fällt auf die Straße und zersplittert direkt vor Virginias Füßen. Die Bewohner der Stadt gehen nun auf Anthony los und bezeichnen ihn als „Spiegelverbrecher“, denn das Zerbrechen des Spiegels bringt sieben Jahre Unglück. Anthony und Virginia versuchen, den Spiegel wieder zusammenzusetzen und entdecken dabei eine Inschrift des Spiegelherstellers.
Die drei vergoldeten Trolle hingegen sind bei zwei Schmieden gelandet. Diese wollen das Gold einschmelzen, doch damit erwecken sie die Trolle wieder zum Leben. Als diese das Gebäude verlassen treffen sie auf Anthony, Virginia und Prinz Wendell. Auch dieses Mal können sie ihnen wieder entkommen. Sie machen sich auf die Suche nach dem Hersteller des Spiegels, welchen sie auf dem Drachenberg vermuten. Allerdings streiten sie sich und so trennen sie sich an einer Weggabelung. So schlägt Virginia alleine einen steilen Bergpfad ein, während Anthony und Wendell einem sich um den Berg windenden Weg folgen.
Die Trolle nehmen Kontakt zu der Königin auf. Diese behauptet nun, Virginia hätte ihren Vater vergiftet und sie sollen sie dafür töten.
Auf der Bergspitze trifft Virginia dann auch wieder auf Wendell und Anthony. Die drei Trolle sind ihnen aber auch dicht auf den Fersen. Sie suchen für die Nacht Unterschlupf in einer Höhle. Am nächsten Morgen führt Prinz Wendell sie zu einem Höhleneingang, welcher offenbar aus dem Gerippe eines Drachen besteht. Sie entdecken eine Art Rutsche und nutzen diese. Tatsächlich leben im Drachenberg Zwerge, die gerade einen neuen „Spiegel der Wahrheit“ für die Krönung Prinz Wendells hergestellt haben. Nun werden Anthony, Virginia und Prinz entdeckt und die Zwerge wollen sie töten, weil sie unberechtigterweise das 9. Königreich betreten haben. Als sie hingerichtet werden sollen, kommen sie an dem Spiegel der Wahrheit vorbei und sehen im Spiegelbild statt des Hundes den richtigen Prinzen, und Virginia soll eine bedeutende Frau sein. Sie werden zu einem Spiegel namens Gustav geführt. Sie sollen ihre Frage in Reimform bringen, um Antwort zu erhalten.
Sie erfahren, dass neben dem zerstörten Spiegel ein zweiter Reisespiegel im Meer liegen soll und der dritte Spiegel im Besitz der bösen Königin ist. Mit seinem Pech stößt Anthony einen Spiegel an, welcher in einem Domino-Effekt noch viele weitere Spiegel zerstört. Die Zwerge sind ungehalten und so müssen Virginia, Anthony und Wendell wieder fliehen. Bei ihrer Flucht vor den Zwergen stürzt Anthony in ein Loch und kann sich nicht mehr bewegen. Virginia und Wendell machen sich auf die Suche nach Hilfe. Zur gleichen Zeit ist der Jäger ebenfalls am Eingang zum 9. Königreich angelangt. Virginia findet sich plötzlich in einer Eislandschaft wieder. Sie entdeckt dort den Grabstein und auch das Grab Schneewittchens. Plötzlich erscheint Schneewittchen. Sie erzählt, dass sie ihr Schutzengel ist. Auch erläutert sie Virginia, dass es ihre vorbestimmte Aufgabe sei, das 4. Königreich zu retten.

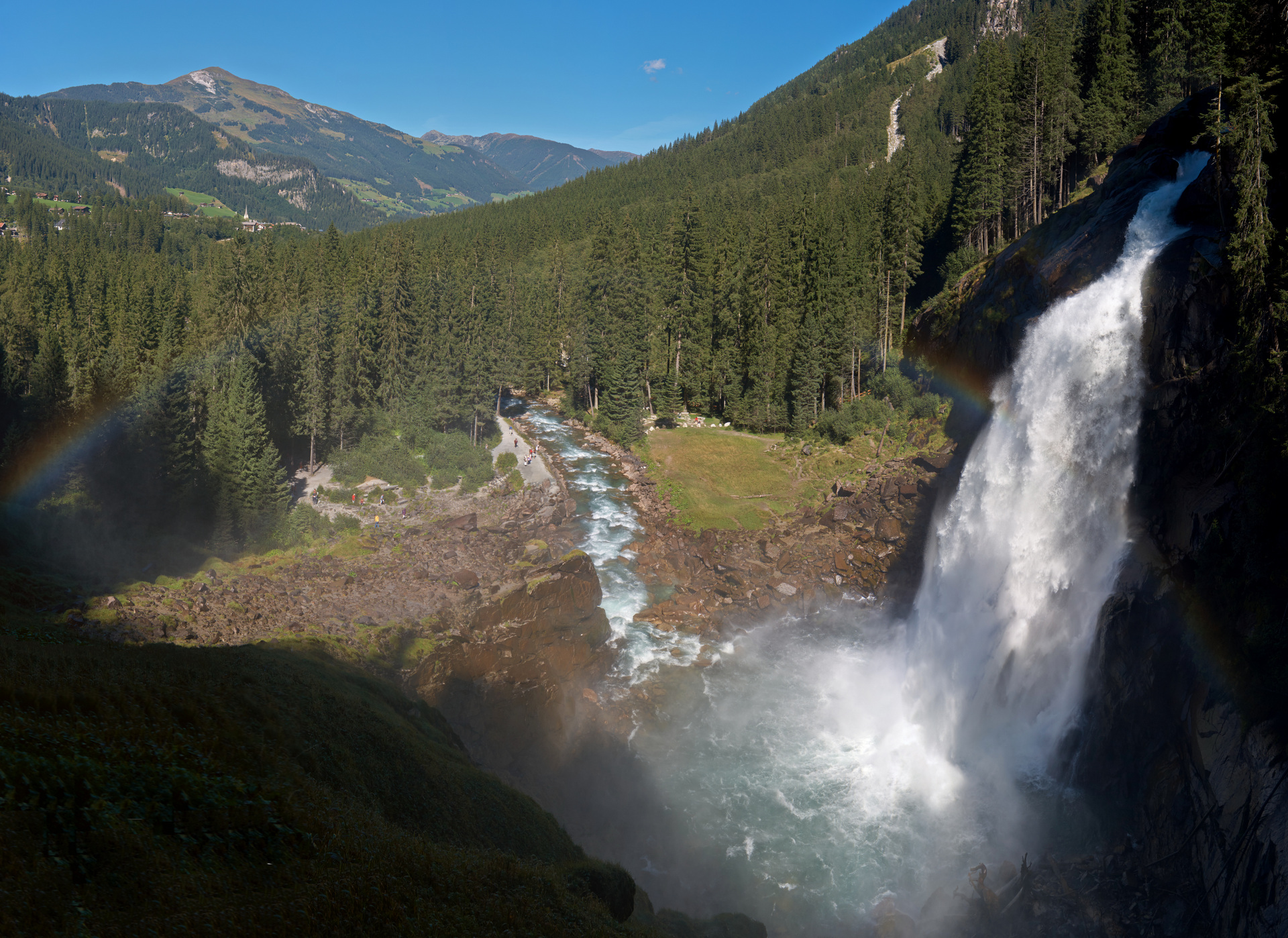
Die Krimmler Wasserfälle dienten als Kulisse für Wasserfälle des Drachenbergs.

 Sie erzählt Virginia ihre bekannte Geschichte. Und dabei erfährt Virginia auch, dass sie eines Tages eine große Retterin für andere Mädchen sein soll. Sie übergibt Virginia einen kleinen Spiegel, der ihr helfen soll. Außerdem bekommt Virginia einen Wunsch erfüllt. Sie wünscht sich, dass es ihrem Vater wieder gut geht und dass seine Pechsträhne vorbei ist. Nachdem Schneewittchen ihr diese Wünsche erfüllt hat, offenbart sie Virginia, dass ihr Vater in großer Gefahr schwebe. Und tatsächlich, der Jäger ist bei Anthony und Virginia kann ihn gerade noch rechtzeitig niederschlagen. Virginia will Anthony zu Schneewittchen führen, doch diese ist bereits verschwunden. Sie entdecken einen Ausgang aus dem Berg. Virginia blickt in einen Handspiegel, den sie in der Mine erhalten hat. Dabei erblickt sie erstmals die böse Königin und sie stellt zusammen mit ihrem Vater fest, dass dieses Christine, Virginias Mutter, ist. Die Königin bemerkt im gleichen Moment, dass sie beobachtet wird, kann aber nicht entdecken, von wem.

### Teil 5
Anthony erzählt Virginia und Prinz mehr über seine frühere Frau und Virginias Mutter.
Der Jäger macht auf der Suche nach den dreien gemeinsame Sache mit den drei Trollen. Die Trolle setzen ihren Trollstaub ein und können so tatsächlich Virginia, Anthony und Prinz außer Gefecht setzen. Anthony und Virginia können unerkannt entkommen und machen sich auf den Weg zum Schloss. Dabei müssen sie sich für einen von zwei verschiedenen Wegen entscheiden. Sie landen nach ihrer Entscheidung in einem Sumpfgebiet. Dort treffen sie auf drei Elfen, die ihnen drei Ratschläge für das Verhalten im Wald geben: Nie vom Sumpfwasser trinken!, Nie von den Sumpfpilzen essen! und Unter keinen Umständen im Sumpf einschlafen! Sie erfüllen ihnen sogar den Wunsch, von den noch vorhandenen Fesseln der Trolle befreit zu werden. Aber die Elfen nehmen das Trennen etwas zu ernst und so gelangen Anthony und Virginia in zwei voneinander entfernte Teile des Sumpfs. Virginia entdeckt eine Behausung und hört eine Stimme. Es scheint die Sumpfhexe zu sein, doch als die Gestalt vor die Tür tritt, erkennt Virginia, dass es in Wahrheit der Zwerg Eichel ist, der sich hier versteckt. So erfährt sie, dass die Sumpfhexe früher die böse Stiefmutter Schneewittchens war. Außerdem verrät Eichel ihr, dass ebendiese im Keller begraben liegt.
Anthony irrt zur gleichen Zeit ziellos umher. Er entdeckt Eier und Kochgeschirr und bereitet sich ein Omelett zu. Während er dabei ist, beginnen die Pilze um ihn herum mit ihm zu reden. Anthony erinnert sich aber an den zweiten Ratschlag der Elfen. Virginia entdeckt ihren Vater in dem Wald. Schließlich erliegen aber beide dem Drang, Pilze zu essen und vom Wasser zu trinken. Nach dem Mahl sind aber beide so müde, dass sie einschlafen. Während Anthony und Virginia tief schlafen, haben beide seltsame Träume. Gerade noch rechtzeitig kann sie Wolf, der beide unbemerkt verfolgt hat, von Schlingpflanzen retten.
Anthony, Virginia und Wolf machen sich gemeinsam auf den Weg zum Schloss. Auf dem Weg dorthin verspricht Virginia Wolf, dass sie ihn nie wieder verletzen will, während auf dem Schloss bald der Krönungsball beginnt. Die Königin ist froh, dass der Jäger den Prinzen in Hundeform fangen konnte, ärgert sich aber darüber, dass er Anthony und Virginia verloren hat, denn sie spürt eine Gefahr, die von ihnen ausgeht.
Virginia erzählt Wolf, dass die Königin ihre Mutter ist. Anthony, Wolf und Virginia wollen die Dunkelheit abwarten, um dann unerkannt in das Schloss zu gelangen. Dafür entdecken sie einen perfekt geeigneten unterirdischen Wassertunnel. Im Schloss machen sie sich auf die Suche nach Wendell. Dabei entdecken sie die Gemächer der Königin und auch vier magische Spiegel, darunter auch den Reisespiegel. Virginia zögert allerdings, weil sie ihre Mutter erst sehen will. Die Königin und der Jäger entdecken sie aber zuerst. Auch Wolf scheint wieder auf Seiten der Königin zu stehen. Diese behauptet allerdings, dass sie Virginia und Anthony noch nie zuvor gesehen hat. Sie redet Virginia ein, dass sie unattraktiv wäre, und führt sie zu einem Spiegel in der Absicht, Virginia zu töten. Sie kann Virginia sogar den vergifteten Kamm abnehmen, den Virginia zuvor am Grab von der Sumpfhexe entwendet hat. Durch Virginia bekommt aber auch die Königin ihre Erinnerungen an frühere Zeiten zurück. Sie lässt Virginia einsperren und diese gelangt so in dieselbe Zelle wie ihr Vater. Anthony erzählt Virginia die Wahrheit über das Verschwinden ihrer Mutter. Sie wollte damals Virginia in der Badewanne ertränken. Als das durch Anthony vereitelt werden konnte, ist Virginias Mutter weggelaufen.
Die Krönungsgesellschaft wird langsam unruhig und so muss der falsche Wendell vor die Gäste treten.
Im Verlies entdeckt Virginia eine Inschrift in einem Holzbalken. Wenn man fliehen will, so soll man die zwei Hebel drehen. Sie schauen sich um und können zwei Ringe entdecken, die tatsächlich einen Gang aus der Zelle freigeben. Der falsche Prinz Wendell muss sich derweil zwei Prüfungen nach seiner Tapferkeit und seiner Weisheit stellen. Wolf verteilt in der Zwischenzeit das als Getränk getarnte Gift im Festsaal. Im Kellergewölbe treffen Virginia und Anthony wieder auf die drei Trolle. Virginia soll alleine weitergehen, während Anthony die Trolle außer Gefecht setzen will.
Königin Aschenputtel hat ihre Zweifel und tut dieses auch kund. Der falsche Prinz stellt sich auch dieser Herausforderung. So bezwingt er auch die Prüfung der Bescheidenheit und soll nun gekrönt werden. Als Virginia in den Festsaal gelangt, wird sie vom Jäger entdeckt und beobachtet mit ihm festgehalten das weitere Geschehen. Als die Gäste ihre Kelche zum königlichen Trinkspruch erheben und daraus trinken, fallen sie nach und nach alle nieder und scheinen tot zu sein. Die Königin befiehlt dem Jäger, Virginia zu töten. Als er seine Armbrust anlegt, geht Wolf dazwischen und der Pfeil tötet den Jäger selbst. Bei einem Kampf zwischen Virginia und der Königin kratzt Virginia sie mit dem vergifteten Kamm. Die Königin stirbt in Virginias Armen. Mit ihren letzten Worten gibt die Königin allerdings zu, dass sie tatsächlich Virginias Mutter ist. Plötzlich erlangen die Gäste nach und nach alle ihr Bewusstsein wieder. Wolf verrät, dass er das Gift gegen Trollstaub ausgetauscht hat. Prinz stürzt auf den falschen Wendell zu und so tauschen sie wieder ihre Körper.
Der jetzige König Wendell verleiht Anthony, Virginia, Wolf und auch dem Hund die höchsten Auszeichnungen des Königreiches. Anthony bekommt einen Orden. Wolf erhält einen königlichen Erlass, dass ab sofort alle Wölfe des Königreiches nicht mehr gejagt werden dürfen. Virginia bekommt eine besondere Blume, die sie am Grab ihrer Mutter niederlegt. Als sie die Blume dort ablegt, blüht sie auf. Beim Festmahl entdecken Wolf und Virginia erneut den singenden Verlobungsring in einem Fisch, der ihn zuvor in Kussstadt gefressen hatte. Wolf sagt Virginia, er wisse, sie sei schwanger. Virginia kehrt gemeinsam mit Wolf in das zehnte Königreich – nach New York – zurück, während Anthony noch ein wenig in den neun Königreichen bleiben möchte.

## Die zehn Königreiche
- Das erste Königreich wird von Königin Aschenputtel I. regiert und ist das älteste und reichste der zehn Königreiche. Die Einwohner sind snobistisch und romantisch, verlieben sich und heiraten in einer unheimlichen Geschwindigkeit. Die häufigen Scheidungen haben zu einem großen Netz von verschlungenen Stieffamilien geführt. Das Königreich ist konservativ, altmodisch und sehr nah an der traditionellen Prinzen- und Prinzessinnenwelt. Die offizielle Farbe ist hellblau.
- Im zweiten Königreich gibt es sehr viele große Wälder und wilde Wölfe. Es ist voll von Kuchenbäckern, Köchen und Lebkuchenhäusern. Königin Rotkäppchen III. regiert den Norden und Gretel die Große den Süden. Viele Bürgerkriege haben das Königreich arm an Männern und dominiert von halbwüchsigen Mädchen und Großmüttern gemacht. Die offizielle Farbe ist braun.
- Das dritte Königreich wird von Riesen regiert, denn es ist der Ort, an dem Jack ursprünglich die Bohnenranke gepflanzt hat. Die Bohnenranken haben aber den Boden ausgedörrt, sodass nun nichts anderes mehr dort wächst. Die Riesen selber leben in den Wolken, sind aber eine aussterbende Spezies, da sie an Alkoholismus und einer niedrigen Geburtenrate leiden. Deshalb führen die Trolle das Land am Boden, sind aber angewiesen auf Raubzüge in andere Königreiche. Die Farbe des Militärs ist gelb.
- Das vierte Königreich ist das von Schneewittchen, das nun von Prinz Wendell regiert wird. Das Königreich liegt im Zentrum des Landes, umringt von allen anderen Königreichen. Deshalb sind sich alle anderen Regenten der großen strategischen Bedeutung des Reiches bewusst. Die offizielle Farbe ist grün.
- Das fünfte Königreich wird von dem sechsten Nachfahren des Nackten Kaisers regiert. Exzesse, Gelage, Verschwendung und Zügellosigkeit zeichnen dieses Land aus. In vielen Teilen des Landes herrscht Nudismus. Betrug und Korruption sind an der Tagesordnung. Die offizielle Farbe ist lila.
- Das sechste Königreich wurde früher von Rapunzel regiert. Das gesamte Königreich, einschließlich Dornröschen, schläft heute dank eines einhundertjährigen Fluchs, den noch niemand brechen konnte. Zu diesem Fluch gehört eine große Dornenhecke. Flüche, magische Fallen und Rätsel schrecken viele Reisende ab. Offizielle Farbe ist pink.
- Das siebte Königreich ist das von Olaf dem Elfenkönig. Außer bei Sonnenaufgang und Sonnenuntergang ist dieses Reich unsichtbar. Die Einwohner sind Elfen, die am Rande der großen Seen leben. Außerdem gibt es noch halbmagische Kreaturen, die zumeist unfreundlich und gemein sind. Offizielle Farben sind alle Farben des Regenbogens.
- Das achte Königreich gehört der Schneekönigin. Da es ein Land voll Schnee und Eis ist, herrschen Gefühlskälte, Gefahr und Tod. An den Fjorden des Südens gibt es einige kleine Fischerdörfer, aber der Norden ist rau und wild. Die Schneekönigin versucht ständig die anderen Königreiche zu ihrem Reich hinzuzufügen. Die offizielle Farbe ist weiß.
- Im neunten Königreich leben die Zwerge. Es ist eine Welt voller Stollen und Tunnel, die unter den anderen Reichen liegt. Die Zwerge sind die Hersteller der magischen Spiegel (z. B. den Reisespiegeln) und die Bankiers aller Königreiche. Der einzige Teil des Reichs, der über der Erde liegt, ist eine kleine, aber reiche Bankstadt. Durch ihre Verbindung zu Schneewittchen haben die Zwerge eine starke Bindung zum vierten Königreich.
- Das zehnte Königreich gilt in den neun Königreichen als Märchen, aber tatsächlich handelt es sich um unsere Welt (wahrscheinlich nur die Vereinigten Staaten). Es ist ein Land voller Technologien, vieler Einwohner und Bürgerstolz.

## Besetzung
| Charakter                         | Teil 1                    | Teil 2                    | Teil 3                    | Teil 4                    | Teil 5                    | Deutscher Synchronsprecher |
| --------------------------------- | ------------------------- | ------------------------- | ------------------------- | ------------------------- | ------------------------- | -------------------------- |
| Virginia Lewis                    | Kimberly Williams-Paisley | Kimberly Williams-Paisley | Kimberly Williams-Paisley | Kimberly Williams-Paisley | Kimberly Williams-Paisley | Ulrike Stürzbecher         |
| Wolf                              | Scott Cohen               | Scott Cohen               | Scott Cohen               | Scott Cohen               | Scott Cohen               | Stefan Gossler             |
| Antony „Tony“ Lewis               | John Larroquette          | John Larroquette          | John Larroquette          | John Larroquette          | John Larroquette          | Jörg Hengstler             |
| Böse Königin / Christine White    | Dianne Wiest              | Dianne Wiest              | Dianne Wiest              | Dianne Wiest              | Dianne Wiest              | Kerstin Sanders-Dornseif   |
| Prinz Wendell                     | Daniel Lapaine            | Daniel Lapaine            | Daniel Lapaine            | Daniel Lapaine            | Daniel Lapaine            | Oliver Feld                |
| Rettich (Relish), der Trollkönig  | Ed O’Neill                | Ed O’Neill                | Ed O’Neill                | Ed O’Neill                |                           | Reiner Schöne              |
| Jägersmann                        |                           | Rutger Hauer              | Rutger Hauer              | Rutger Hauer              | Rutger Hauer              | Thomas Danneberg           |
| Schneewittchen                    |                           |                           |                           | Camryn Manheim            | Camryn Manheim            | Sonja Deutsch              |
| Zwerg Eichel                      | Warwick Davis             | Warwick Davis             | Warwick Davis             |                           | Warwick Davis             | Rainer Doering             |
| Troll Bomber (Blue Bell)          | Jeremiah Birkett          | Jeremiah Birkett          |                           | Jeremiah Birkett          | Jeremiah Birkett          | Charles Rettinghaus        |
| Troll Pickel (Burly)              | Hugh O’Gorman             | Hugh O’Gorman             |                           | Hugh O’Gorman             | Hugh O’Gorman             | Lutz Schnell               |
| Troll Schlabberwurz (Blabberwort) | Dawnn Lewis               | Dawnn Lewis               |                           | Dawnn Lewis               | Dawnn Lewis               | Sandra Schwittau           |
| Aschenputtel                      |                           |                           |                           |                           | Ann-Margret               | Rita Engelmann             |
| Schneewittchens böse Stiefmutter  |                           |                           |                           |                           | Jessica James             | Barbara Ratthey            |

- Grau untermalte Felder bedeuten, dass der Charakter nicht im Film auftrat.

Anmerkungen
1. ↑  Hilary Tones verkörpert die junge Christine White in Rückblenden im fünften Teil.
2. ↑  Ailsa Berk verkörpert im vierten und fünften Teil das Skelett der bösen Stiefmutter in ihrem Grab.

## Hintergrund
Die Miniserie entstand in Kooperation von Carnival Films (Großbritannien), Babelsberg Film und Fernsehen (Deutschland) und Hallmark Entertainment (USA). Das Budget wird hierbei auf 44 Mio. US-Dollar geschätzt, was die Serie zu einer der teuersten Fernsehproduktionen ihrer Zeit macht.
Die Dreharbeiten fanden überwiegend in Europa statt. Vor allem in Österreich, Großbritannien und Frankreich. So diente z. B. die Festung Hohenwerfen als Kulisse für das Schneewittchen-Gedächtnis-Gefängnis (orig. Snow White-Memorial-Prison). Als Wasserfälle am Drachenberg dienten die Krimmler Fälle in Österreich. In Frankreich wurden vor allem die Stadtszenen gedreht. So diente das Écomusée d’Alsace in Ungersheim als Kulisse der fiktiven Bohnenstadt (orig. Beantown), während Kaysersberg und Riquewihr als Kulisse für Kussstadt (orig. Kissing Town) dienten. In England wurden schließlich vor allem Außenaufnahmen in Wäldern und Ländereien gedreht.
In der Originalfassung waren die Episoden als 10 Folgen mit je 45 Minuten Laufzeit konzipiert. Für die Ausstrahlung wurden die Episoden jedoch in Doppelfolgen umgeschnitten, wodurch sich die Fassung aus fünf Filmen verbreitete und die Reihe seither als Fünfteiler bezeichnet wird.

## Soundtrack
Zum Filmstart wurde ein Soundtrack mit Musik aus dem Film auf CD veröffentlicht. Neben vielen Musikstücken von Künstlern, die im Film verwendet wurden, befinden sich auch Teile der Filmmusik von Beckmann und dem Musikproduzenten Djorkaeff auf der CD.

### Trackliste (Soundtrack)
1. The Four Who Saved the Nine Kingdoms (2:40)
2. Standing on the Edge of Greatness (1:50)
3. Six Glorious Wishes (2:03)
4. Addicted to Magic (2:43)
5. The House of White (2:44)
6. Troll Trouble (3:45)
7. Flowers Only Grow Where There Are Seeds (2:18)
8. The Dwarves of Magic Mountain (2:32)
9. Nothing Escapes the Huntsman (2:26)
10. A Stepmother's Curse (3:04)
11. The Dog Formerly Known as Prince (1:56)
12. Blood on the Snow (1:28)
13. Trolls in New York (1:25)
14. A Travelling Mirror (1:59)
15. Kissing Town (2:16)
16. A Gypsy Incantation (2:21)
17. These Are Dark Days (3:14)
18. Seven Years Bad Luck (2:32)
19. The Days of Happy Ever After Are Gone (2:13)
20. When the Wild Moon Calls You (2:34)
21. Still Lost in the Forest (2:57)
22. Do Not Think, Become (2:19)
23. Wishing on a Star – Miriam Stockley (1:23)

## Auszeichnungen
Die Miniserie erhielt bei den Emmy Awards 2000 den Preis für das beste Titel-Design. Dieses besteht aus einer Verwandlung der Skyline von New York in eine Landschaft mit Wäldern, Wasserfällen, Schlössern und Bergen. Als Titel-Lied fungiert das Lied „Wishing on a Star“, gesungen von Miriam Stockley.